# Jan Konrad Roszkowski

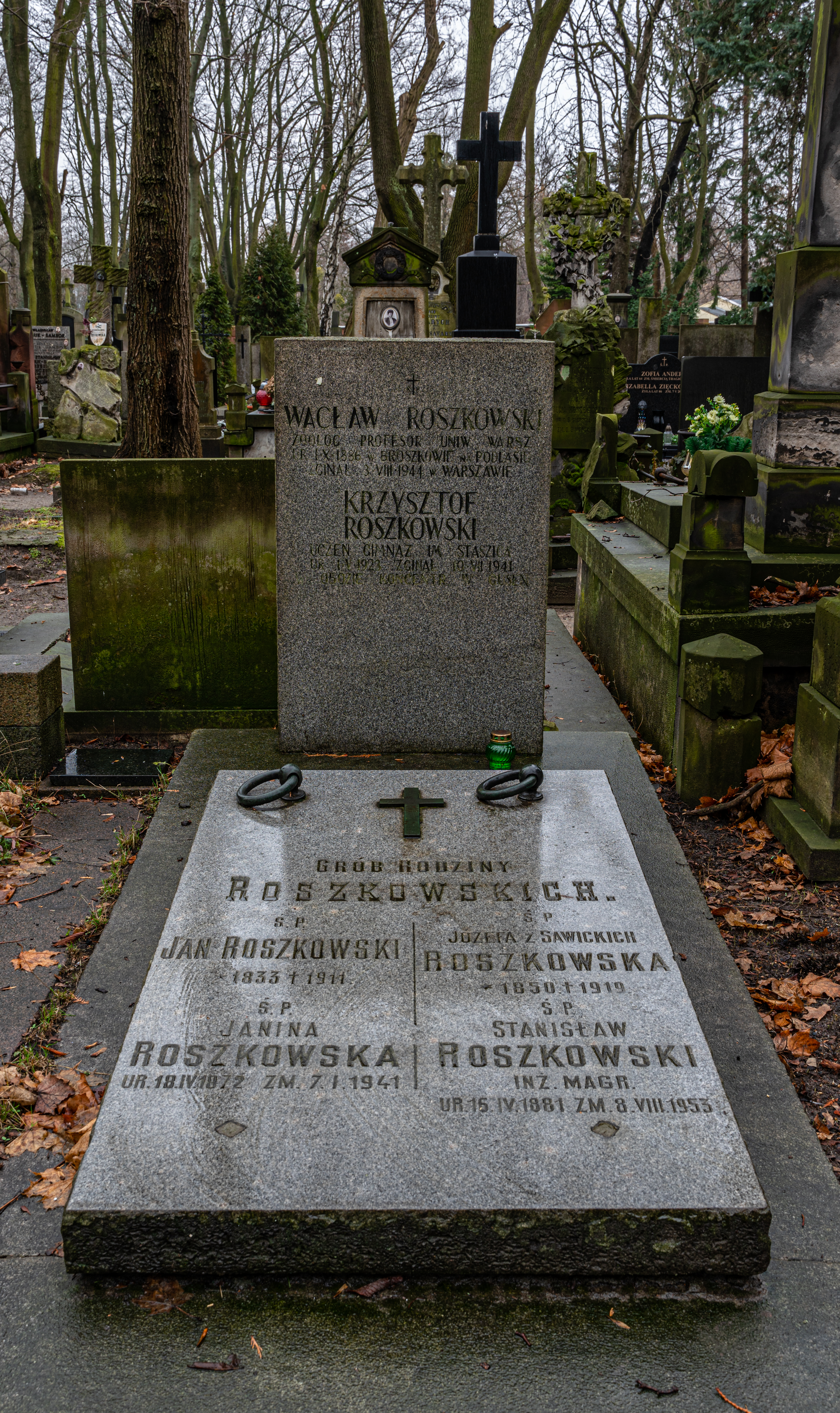
Grób Jana Konrada Roszkowskiego na cmentarzu Powązkowskim

Jan Konrad Roszkowski (ur. 25 listopada 1855 w Bielsku Podlaskim, zm. 3 marca 1926 w Warszawie) – doktor prawa, generał major Armii Imperium Rosyjskiego, generał dywizji Wojska Polskiego.

## Życiorys
Studia wojskowe i prawnicze ukończył w Petersburgu, w Aleksandrowskiej Wojskowej Akademii Prawniczej . Od 1877 oficer saperów armii rosyjskiej. Od 1884 prawnik w organach prokuratury i sadownictwa. Pułkownik z 1893, generał major z 1902.
Z dniem 3 grudnia 1918 przyjęty został do Wojska Polskiego z zatwierdzeniem posiadanego stopnia generała majora i przydzielony do Departamentu Wojskowo-Prawnego Ministerstwa Spraw Wojskowych. 1 marca 1919 Naczelnik Państwa i Naczelny Wódz mianował go członkiem Naczelnego Sądu Wojskowego. 1 maja 1920 zatwierdzony został z dniem 1 kwietnia tego roku w stopniu generała podporucznika Korpusu Sądowego. W 1921 w związku z zatargami z oficerami legionowymi w Zakopanem przeniesiony został w stan spoczynku. 26 października 1923 Prezydent RP zatwierdził go w stopniu generała dywizji ze starszeństwem z 1 czerwca 1919 w korpusie generałów.
Osiadł w Warszawie, gdzie zmarł. Pochowany na cmentarzu Powązkowskim kwatera 212-6-16.

## Awanse
- chorąży - 1877
- podporucznik - 1878
- porucznik - 1881
- sztabskapitan - 1884
- kapitan - 1886
- podpułkownik - 1889
- pułkownik - 1893
- generał major - 1902
- generał dywizji - 26 października 1923 ze starszeństwem z 1 czerwca 1919